# 斯洛文尼格拉代茨城市市镇
46°31′N 15°05′E / 46.517°N 15.083°E

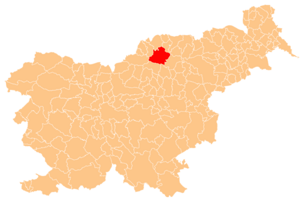

斯洛文尼格拉代茨城市市镇，是斯洛文尼亞北部的一個城市市镇，行政中心为斯洛文尼格拉代茨。面積174平方公里，2002年人口12,779，人口密度每平方公里74人。